# Powiat Pszczyński
Der Powiat Pszczyński ist ein Powiat (Kreis) in der Woiwodschaft Schlesien Polen. Sitz ist die Stadt Pszczyna. Er hat eine Fläche von 473,46 km², auf der etwa 111.000 Einwohner leben.

## Gemeinden
Der Powiat umfasst sechs Gemeinden, davon eine Stadt-und-Land-Gemeinde und fünf Landgemeinden.

### Stadt-und-Land-Gemeinde
- Pszczyna (Pleß)

### Landgemeinden
- Goczałkowice-Zdrój (Gottschalkowitz)
- Kobiór (Kobier)
- Miedźna (Miedzna)
- Pawłowice (Pawlowitz)
- Suszec (Sussetz)